# Karel Van Vreckem
Carolus Cornelis Joannes (Karel) Van Vreckem (Meerbeke, 6 november 1837 - aldaar, 15 juni 1921) was een Belgisch advocaat en politicus voor de Katholieke Partij.

## Levensloop
Hij was een zoon van advocaat Maximilien Van Vreckem en van Marie-Jeanne Eeman. Hij trouwde met Marie-Jeanne De Naeyer en werd hierdoor de schoonzoon van volksvertegenwoordiger Jean De Naeyer.
Hij promoveerde tot doctor in de rechten (1863) aan de Katholieke Universiteit Leuven en vestigde zich als advocaat aan de balie van Oudenaarde, een beroep dat hij uitoefende tot aan zijn dood.
Van 1864 tot 1878 was hij provincieraadslid van Oost-Vlaanderen en van 1873 tot 1878 was hij bestendig afgevaardigde. In 1879 werd hij tot gemeenteraadslid verkozen van Meerbeke en bleef dit tot in 1917. Hij was er schepen (1882-1889) en burgemeester (1889-1908). In 1878 werd hij katholiek senator voor het arrondissement Aalst en vervulde dit mandaat tot in 1912.